# Terezina Skočir
Terezina Skočir, ljudska pesnica, * 4. oktober 1905, Žabče, † 13. oktober 1995 Tolmin.
Ljudsko šolo je obiskovala v Tolminu, a redno zaradi soške fronte le do 3. razreda. V mladih letih je kot gospodinjska pomočnica služila v Tolminu. Učila se je tudi šivanja in končala dva letnika obrtne šole. Prvo pesem je napisala ob stoletnici rojstva Simona Gregorčiča. Vsebina njenih preprostih pesmi v glavnem zajema domovinska in ljubezenska čustva, precej pa je tudi priložnostnih. Sodelovala je tudi na vaških kulturnih prireditvah in bila dopisnica Primorskih novic in Nedeljskega dnevnika. V več zvezkih raznih zapisov je pred pozabo ohranila mnoge etnografske zanimivost svoje vasi. V Tolminu so ob njeni osemdesetletnici izdali  rokopis desetih pesmi v obliki mape z naslovom Moje pesmi. Za svoje prosvetno delo med vojno in po osvoboditvi je prejela več odlikovanj.